# Кривошипно-шатунный механизм

Кривошипно-шатунный механизм тронковый, с маховиком

Кривошипно-шатунный механизм (КШМ) предназначен для преобразования возвратно-поступательного движения поршня во вращательное движение (например, во вращательное движение коленчатого вала в двигателях внутреннего сгорания), и наоборот.
Детали КШМ делят на две группы, это подвижные и неподвижные детали:
- Подвижные: поршень с поршневыми кольцами, поршневой палец, шатун, коленчатый вал с подшипниками или кривошип, маховик.
- Неподвижные: блок цилиндров (является базовой деталью двигателя внутреннего сгорания) и представляет собой общую отливку с картером, головка цилиндров, картер маховика и сцепления, нижний картер (поддон), гильзы цилиндров, крышки блока, крепежные детали, прокладки крышек блока, кронштейны, полукольца коленчатого вала.

## Принцип действия
Прямая схема:
Поршень под действием давления газов совершает поступательное движение в сторону коленчатого вала. С помощью кинематических пар «поршень-шатун» и «шатун-вал» поступательное движение поршня преобразуется во вращательное движение коленчатого вала.
Коленчатый вал состоит из:
- шатунных шеек
- коренных шеек
- противовеса

Обратная схема:
Коленчатый вал под действием приложенного внешнего крутящего момента совершает вращательное движение, которое через кинематическую цепь «вал-шатун-поршень» преобразуется в поступательное движение поршня.

## Типы и виды КШМ
- Центральный КШМ, у которого ось цилиндра пересекается с осью коленчатого вала.
- Смещенный КШМ, у которого ось цилиндра смещена относительно оси коленчатого вала на величину;
- V-образный КШМ (в том числе с прицепным шатуном), у которого два шатуна, работающие на левый и правый цилиндры, размещены на одном кривошипе коленчатого вала.

По соотношению хода и диаметра поршня различают:
- короткоходные[1](S/D<1) КШМ;
- длинноходные (длинноходовые) (S/D>1) КШМ.

В автомобильных высокооборотистых ДВС преобладает короткоходная схема.
По наличию бокового усилия на гильзе КШМ бывает:
- тронковый[2](с боковым усилием, только одна сторона поршня может быть рабочей, конструкция дешевле и менее металлоëмкая. Распространён на подавляющем большинстве современных двигателей внутреннего сгорания, а также в поршневых компрессорах малой и средней мощности);
- крейцкопфный[3] (разгруженный поршень, боковое усилие воспринимает крейцкопф. Распространён в мощных поршневых компрессорах, паровых машинах, судовых двигателях большой мощности, являлся неотъемлемой частью двигателя Ленуара и двигателей Стирлинга. Такая конструкция позволяет сделать рабочими обе стороны поршня, но более металлоëмкая);

## История

### В природе
Задние конечности кузнечиков представляют собой кривошипно-шатунный механизм с неполным оборотом.

Бедро и голень человека и роботов-андроидов тоже представляют собой кривошипно-шатунный механизм с неполным оборотом.

### В Римской империи

Римская пилорама из Иераполиса из 3-го столетия н. э., наиболее ранняя известная машина с соединением кривошипа и шатуна.

Самые ранние свидетельства появления на машине рукоятки в сочетании с шатуном относятся к пилораме из Иераполиса, 3-й век нашей эры, римский период, а также византийским камнережущим пилорамам в Герасе, Сирии и Эфесе, Малая Азия (6-й век нашей эры). Ещё одна такая пилорама возможно существовала во 2 веке н. э. в римском городе Августа-Раурика (современная Швейцария), где был найден металлический кривошип.

## Уравнения движения поршня (для центрального КШМ)

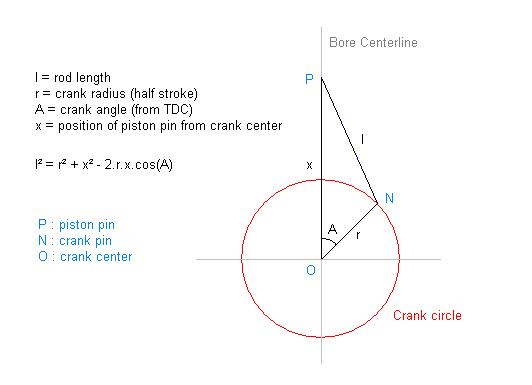
Диаграмма показывающая геометрическое положение шатуннопоршневой оси — P, кривошипношатунной оси — N и центра кривошипа — O

### Определения
l — длина шатуна (расстояние между шатуннопоршневой осью и кривошипношатунной осью)

r — радиус кривошипа (расстояние между кривошипношатунной осью и центром кривошипа, то есть половина хода поршня

A — угол поворота кривошипа (от «верхней мёртвой точки» до «нижней мёртвой точки»)

x — положение шатуннопоршневой оси (от центра кривошипа вдоль оси цилиндра)

v — скорость шатуннопоршневой оси (от центра кривошипа вдоль оси цилиндра)

a — ускорение шатуннопоршневой оси (от центра кривошипа вдоль оси цилиндра)

ω — угловая скорость кривошипа в радианах в секунду (рад/сек)

### Угловая скорость
Угловая скорость кривошипа в оборотах в минуту (RPM):
{\displaystyle \omega ={\frac {2\pi \cdot \mathrm {RPM} }{60}}}

### Отношения в треугольнике
Как показано в диаграмме, центр кривошипа, кривошипношатунная ось и шатуннопоршневая ось образуют треугольник NOP.

Из теоремы косинусов следует, что:

{\displaystyle l^{2}=r^{2}+x^{2}-2\cdot r\cdot x\cdot \cos A}

## Уравнения по отношению к угловому положению кривошипа (для центрального КШМ)
Уравнения, которые описывают циклическое движение поршня по отношению к углу поворота кривошипа.

Примеры графиков этих уравнений показаны ниже.

### Положение
Положение относительно угла кривошипа (преобразованием отношений в треугольнике):
{\displaystyle l^{2}-r^{2}=x^{2}-2\cdot r\cdot x\cdot \cos A}
{\displaystyle l^{2}-r^{2}=x^{2}-2\cdot r\cdot x\cdot \cos A+r^{2}[(\cos ^{2}A+\sin ^{2}A)-1]}
{\displaystyle l^{2}-r^{2}+r^{2}-r^{2}\sin ^{2}A=x^{2}-2\cdot r\cdot x\cdot \cos A+r^{2}\cos ^{2}A}
{\displaystyle l^{2}-r^{2}\sin ^{2}A=(x-r\cdot \cos A)^{2}}
{\displaystyle x-r\cdot \cos A={\sqrt {l^{2}-r^{2}\sin ^{2}A}}}
{\displaystyle x=r\cos A+{\sqrt {l^{2}-(r\sin A)^{2}}}}

### Скорость
Скорость по отношению к углу поворота кривошипа (первая производная взята, используя правило дифференцирования сложной функции):
{\displaystyle {\begin{array}{lcl}x'&=&{\frac {dx}{dA}}\\&=&-r\sin A+{\frac {\left({\frac {1}{2}}\right)\cdot (-2)\cdot r^{2}\sin A\cos A}{\sqrt {l^{2}-r^{2}\sin ^{2}A}}}\\&=&-r\sin A-{\frac {r^{2}\sin A\cos A}{\sqrt {l^{2}-r^{2}\sin ^{2}A}}}\end{array}}}

### Ускорение
Ускорение относительно угла кривошипа (вторая производная взята, используя правило дифференцирования сложной функции и частное правило):
{\displaystyle {\begin{array}{lcl}x''&=&{\frac {d^{2}x}{dA^{2}}}\\&=&-r\cos A-{\frac {r^{2}\cos ^{2}A}{\sqrt {l^{2}-r^{2}\sin ^{2}A}}}-{\frac {-r^{2}\sin ^{2}A}{\sqrt {l^{2}-r^{2}\sin ^{2}A}}}-{\frac {r^{2}\sin A\cos A\cdot \left(-{\frac {1}{2}}\right)\cdot (-2)\cdot r^{2}\sin A\cos A}{\left({\sqrt {l^{2}-r^{2}\sin ^{2}A}}\right)^{3}}}\\&=&-r\cos A-{\frac {r^{2}(\cos ^{2}A-\sin ^{2}A)}{\sqrt {l^{2}-r^{2}\sin ^{2}A}}}-{\frac {r^{4}\sin ^{2}A\cos ^{2}A}{\left({\sqrt {l^{2}-r^{2}\sin ^{2}A}}\right)^{3}}}\end{array}}}

## Пример графиков движения поршня
График показывает x, x', x" по отношению к углу поворота кривошипа для различных радиусов кривошипа, где L — длина шатуна (l) и R — радиус кривошипа (r):

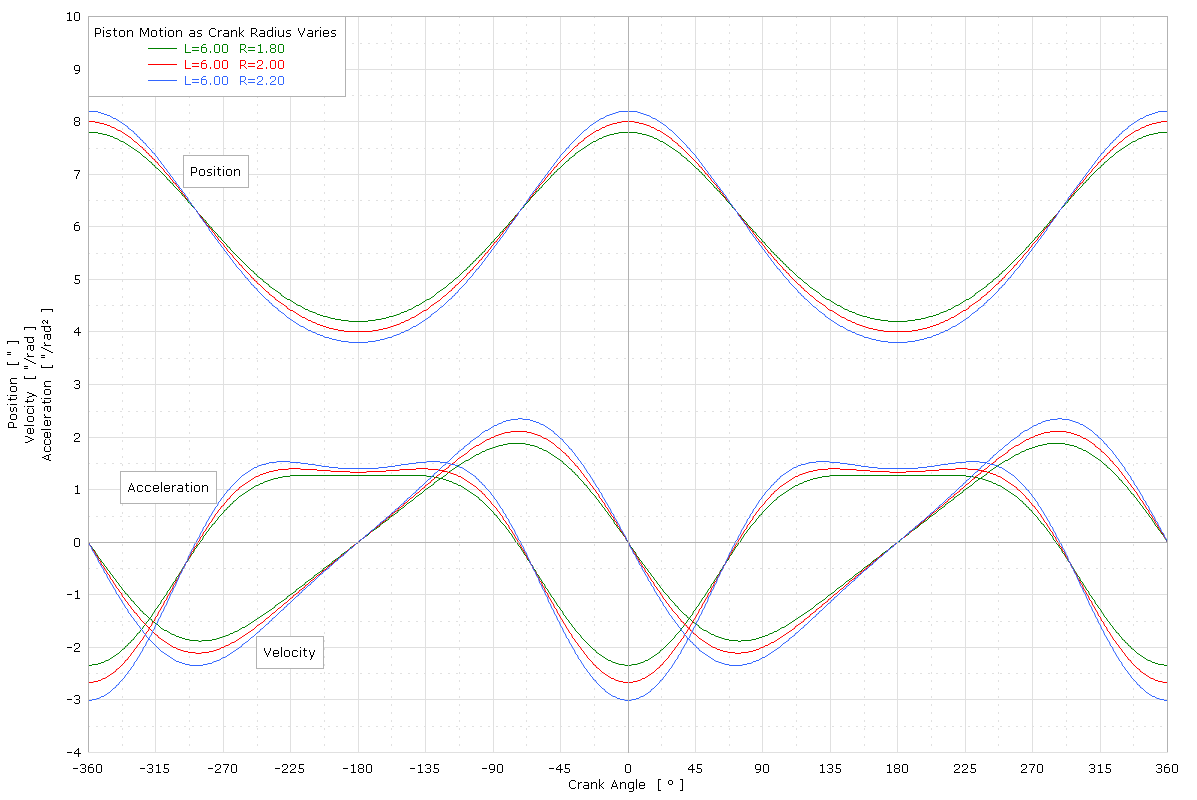
Единицами вертикальных осей являются: [дюймы] для положения, [дюймы/рад] для скорости, [дюймы/рад²] для ускорения.
Единицами горизонтальных осей является угол поворота кривошипа в [градусах].

Анимация движения поршня с шатуном одинаковой длины и с кривошипом переменного радиуса на графике выше:

Анимация движения поршня с различными радиусами кривошипа

## Применение

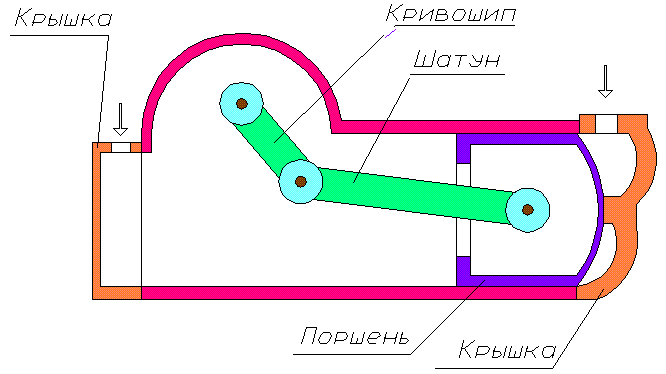
Кривошипно-шатунный гидравлический поворотный механизм

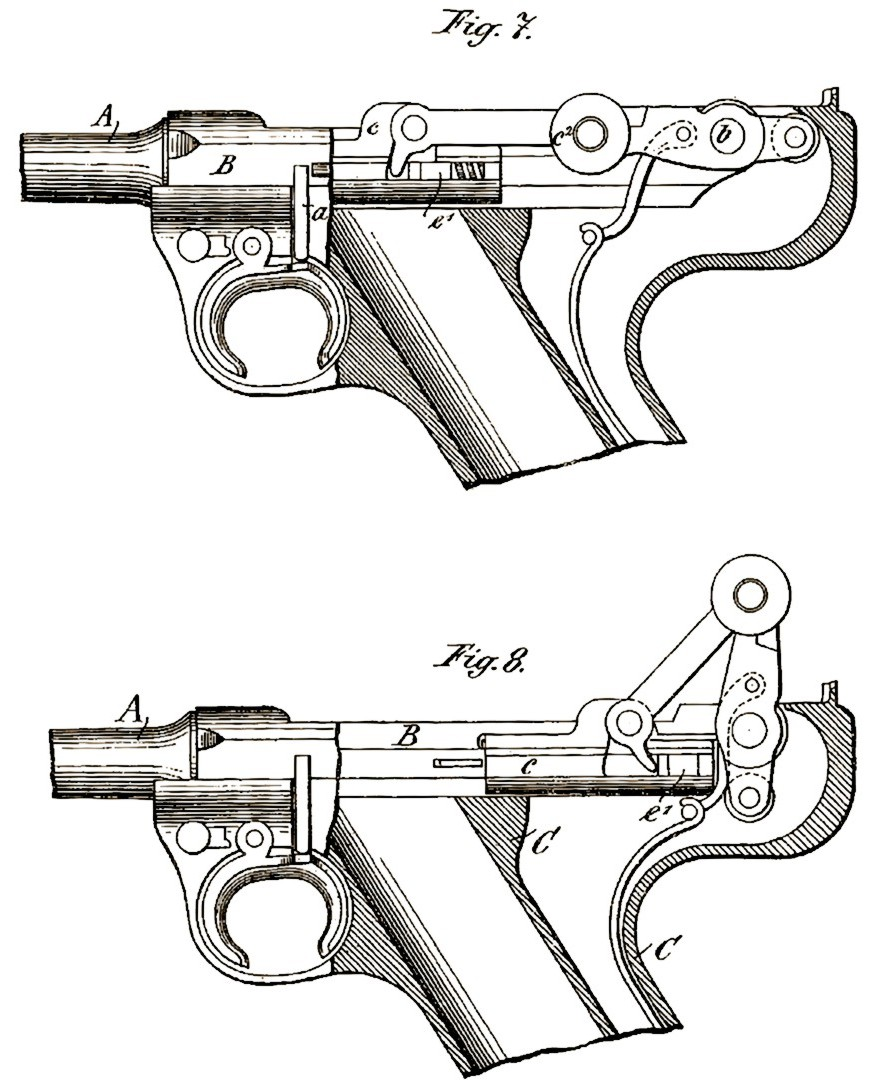
Пистолет Люгера, модель 1898 г.

Кривошипно-шатунный механизм используется в двигателях внутреннего сгорания, поршневых компрессорах, поршневых насосах, швейных машинах, кривошипных прессах, в приводе задвижек некоторых квартирных и сейфовых дверей. Также кривошипно-шатунный механизм применялся в брусовых косилках.

### Другие способы преобразования вращательного движения в прямолинейное
Здесь была возможность смены Хойкена.
- Механизм Чебышёва
- Механизм Хойкена
- Механизм Липкина — Посселье
- Механизм Ватта
- Механизм Саррюса
- Шотландский механизм
- Механизм планшайба-стержни
- Кулачковый механизм
- Качающий подшипник